# Visita de l'emperador Carles V a Alcúdia
La visita de l'emperador Carles V a Alcúdia (1535)
El dia 4 de juny de 1535 l'emperador arribà a la badia d'Alcúdia amb uns 1.500 galions des de Barcelona de camí a la guerra nord africanes. En arribar s'instal·là a casa de mossèn Jerònim Moragues en l'actual carrer Roca, part nord de la vila.
"En memoria de haberse hospedado el emperador en casa del presbítero Moragues, a quien S.M. nombró canónigo de la catedral de Palma, mandó grabar este los siguientes versos con el escudo imperial, que ha existido en la fachada de su misma casa, (...)"
Carolus ingenti DOMINATURUS CLASSE TUNETUM, CUM PETERET PORTUS, APPULIT HOSCE LARES. HACE DOMO HOSPITIUM DIGNATUR HABERE MONARCA MORAGUIS GUADENS HOSPITIS OFFICIO. UNDE, QIBUS LATE PREMITUR TOTUSQUE TREMISCIT ORBIS, IN HOC SPLENDENT CAESARIS ARMA LOCO".
El monarca també visità la capella de l'ermità Fra Antoni d'Avila amb qui va sopar. Conten que l'emperador arribà a la vila després de passar una travessia molt moguda pel mal temps.
Acompanyaren al rei il·lustres soldats i nobles com el capità genovès Andreu Doria o el marquès de Santa Cruz, Álvaro de Bazán y Guzmán.

Partí l'endemà cap a Menorca arribant al port de Maó.